# Бертон (Јужна Каролина)
Бертон (енгл. Burton) насељено је место без административног статуса у америчкој савезној држави Јужна Каролина.

## Демографија
По попису из 2010. године број становника је 6.976, што је 204 (-2,8%) становника мање него 2000. године.
| Група             | 2000.         | 2010.         |
| Белци             | 3.536 (49,2%) | 3.044 (43,6%) |
| Афроамериканци    | 2.983 (41,5%) | 3.004 (43,1%) |
| Азијати           | 95 (1,3%)     | 91 (1,3%)     |
| Хиспаноамериканци | 432 (6,0%)    | 694 (9,9%)    |
| Укупно            | 7.180         | 6.976         |